# Тикваричи
Тикваричи (серб. Тикварићи / Tikvarići) — село в общине Власеница Республики Сербской Боснии и Герцеговины. Население составляет 52 человека по переписи 2013 года.